# Sant Roc de Cabassers
Sant Roc de Cabassers és una ermita del municipi de Cabassers (Priorat) protegida com a bé cultural d'interès local.

## Descripció
És una petita construcció sota una balma, de planta rectangular, amb un absis quadrat, separat de la nau per un petit arc triomfal sostingut per dues mitges columnes. La volta és de creueria. A cada costat de la nau hi ha una capelleta, una de les quals és buida i l'altre amb una imatge. A cada costat de les columnes s'obre una porta que mena una a la sagristia (sota la roca) i l'altra a restes de l'ermitori. El terra és enrajolat i les parets enguixades i pintades. La façana, reconstruïda en part, presenta una porta principal en arc de mig punt i de maó, dues finestres i una porta auxiliar que mena a la sagristia. Un campanar d'espadanya, separat de l'ermita s'alça sobre un bloc de conglomerat proper.

## Història
La construcció sembla datar del 1594, data que figura al portal. Hi havia hagut la casa de l'ermità i un petit hort. L'ermita tenia també un porxo, desaparegut en el curs d'unes obres fetes a finals del segle xx. Fins al 1872 hi residí l'ermità, data en la qual passà a viure al poble. Havia tingut un altar de fusta amb un petit retaule i les imatges de Sant Roc i de Sant Sebastià, tot desaparegut durant la Guerra Civil.